# Jacqueline Jacob
Jacqueline Jacob (* 24. Dezember 1961 in Kleinmachnow) ist eine deutsche Jazzsängerin und Schauspielerin.

## Leben
Sie studierte an der Hochschule für Musik Hanns Eisler in Ost-Berlin. Mit 19 Jahren erhielt sie beim Nachwuchsfestival Goldener Rathausmann in Dresden drei Preise (Pressepreis, Publikumspreis, 3. Preis im Hauptwettbewerb). In der ersten Hälfte der 1980er Jahre sang sie in Jürgen Kratzbergers Big-Band Power & Emotion sowie bei Horst Krüger. Von 1982 an produzierte Jacqueline Jacob einige Stücke für den Rundfunk, etwa Verliebter Tag und Geboren durch dich (1982) und Filmriß (1989). 1983 stieg sie bei der Gruppe Bajazzo ein. Zur gleichen Zeit arbeitete sie mit dem Bandmitglied Frank Nicolovius als Duo. 1986 spielte sie in dem DEFA-Film So viele Träume unter Regisseur Heiner Carow mit. Im selben Jahr gründete sie ihre eigene Band, die bis 1988 bestand. Später widmete sie sich mehreren Musicals am Zwickauer Theater. In der Zeit von 1990 bis 1995 arbeitete sie mit Ralf Kalesky zusammen. Ab 1996 war sie Schauspielerin am Berliner Theater Fürst Oblomov.

## Filmografie
- 1986: So viele Träume
- 1990: Verbotene Liebe